# Wolica-Kolonia
Wolica-Kolonia [pronunciación en polaco: /vɔˈEncendido͡sa kɔˈlɔɲun/] es un pueblo ubicado en el distrito administrativo de Gmina Karczmiska, dentro del Condado de Opole Lubelskie, Voivodato de Lublin, en Polonia oriental. Se encuentra aproximadamente a 4 kilómetros al sureste de Karczmiska, a 8 kilómetros al noreste de Opole Lubelskie, y a 39 kilómetros al oeste de la capital regional Lublin.
El pueblo tiene una población de 240 habitantes.